# Mycetobia pilosa
Mycetobia pilosa är en tvåvingeart som beskrevs av Boris Mamaev 1968. Mycetobia pilosa ingår i släktet Mycetobia och familjen fönstermyggor. Inga underarter finns listade i Catalogue of Life.